# Gelbes Galmei-Veilchen
Das Gelbe Galmei-Veilchen (Viola calaminaria), auch Gelbes Galmei-Stiefmütterchen oder kurz Galmei-Veilchen genannt, ist eine Pflanzenart aus der Gattung Veilchen (Viola) innerhalb der Familie der Veilchengewächse (Violaceae). Diese äußerst seltene Art gedeiht nur auf schwermetallhaltigen Böden in der Umgebung von Aachen. Es ist ein naher Verwandter des Gelben Stiefmütterchens der Vogesen sowie des Sudeten-Stiefmütterchens und Teil einer alpinen eiszeitlichen Reliktflora. Mit dem Violetten Galmei-Stiefmütterchen (Viola guestphalica) ist es dagegen nicht unmittelbar verwandt.

## Beschreibung

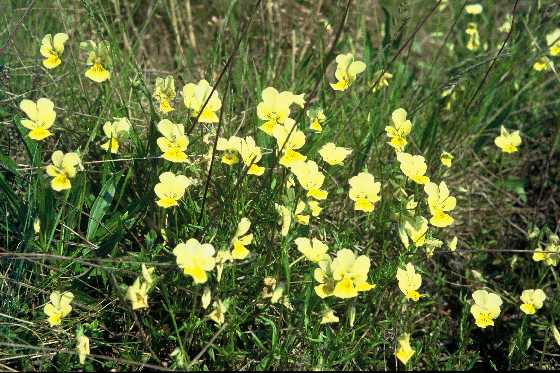
Gelbe Galmeiveilchen (Viola lueta subsp. calaminaria)

Das Gelbe Galmei-Veilchen wächst als ausdauernde krautige Pflanze.
Das Gelbe Galmei-Veilchen blüht die gesamte Vegetationsperiode von April bis September. Die zwittrige Blüte ist bei einer Länge von 5 bis 10 Zentimetern sowie einer Breite von etwa 2 Zentimetern zygomorph und fünfzählig mit doppelter Blütenhülle. von den fünf gelben Blütenkronblättern können die drei vorderen eine braune Aderung aufweisen.
Die Chromosomenzahl beträgt 2n = 48.

## Ökologie
Die Raupen des Braunfleckigen Perlmutterfalters (Boloria selene) ernähren sich von den Blüten des Galmei-Veilchens.

## Verbreitung und Vergesellschaftung
Wegen seiner Bindung an schwermetallhaltige Böden ist das gelbe Galmeiveilchen endemisch für das Dreiländereck um Aachen, seine Verbreitung ist auf dieses Gebiet beschränkt. Es ist neben einem sporadischen Vorkommen beim Ort Epen im südlimburgischen Gulpen-Wittem, in der Städteregion Aachen bei Breinig und Mausbach (in den NSG Brockenberg-Hassenberg, Bärenstein, Schlangenberg, Werther Weide und Napoleonsweg), bei den östlichen Aachener Stadtteilen Verlautenheide, Eilendorf und dessen Ortsteil Nirm sowie im Gebiet des Altenberges beim ostbelgischen Kelmis auf galmeihaltigen Böden anzutreffen.
An diesen Standorten bildet es mit dem weißblühenden Galmei-Hellerkraut, der rosablühenden Galmei-Grasnelke, dem Galmei-Schwingel (Festuca aquisgranensis), einem Verwandten des Schaf-Schwingel (Festuca ovina), und der weißblühenden Galmei-Frühlings-Miere eine Pflanzengesellschaft, deren Leitart es ist und die man Galmeiflora, Galmeivegetation, Galmeirasen, Galmeiflur oder mit Mathias Schwickerath (1892–1974), der sie als erster Botaniker beschrieben hat, „Zinkpflanzengesellschaft“ nennt (Violetum calaminariae).

## Naturschutz
Galmeiveilchen stehen unter Naturschutz. Sie dürfen weder gepflückt noch ausgegraben werden. Zahlreiche Galmeifluren im Aachener Raum sind Naturschutzgebiete. In Deutschland ist das Gelbe Galmei-Veilchen als eine nationale Verantwortungsart innerhalb der Nationalen Strategie zur biologischen Vielfalt der Bundesregierung eingestuft.

## Taxonomie
Die Erstbeschreibung von Viola lutea erfolgte durch Alexandre Louis Simon Lejeune. Das Artepitheton calaminaria bedeutet „zum Galmei gehörig“.